# Лінда-бай-Нойштадт-ан-дер-Орла
Лінда-бай-Нойштадт-ан-дер-Орла (нім. Linda bei Neustadt an der Orla) — громада в Німеччині, розташована в землі Тюрингія.
Площа — 16,60 км2. Населення становить Невірний параметр metadata 16 075 061 ос. (станом на 31 грудня 2021).